# Кетупат
Кетупа́т (индон. и малайск. ketupat) —  национальное блюдо ряда стран Юго-Восточной Азии, в частности, Индонезии, Малайзии, Сингапура, Брунея,  Филиппин. В Индонезии и на Филиппинах распространён также под различными местными названиями. Представляет собой небольшой брикет риса, сваренный в плотной оплётке из пальмового или, реже, бананового листа. Является важным атрибутом праздничного стола, особенно в ходе мусульманского праздника Ураза-байрам.

## Происхождение и распространение
Кетупат является одним из традиционных способов приготовления риса — основной зерновой культуры региона — на большей части Малайского архипелага, Малаккского полуострова и Филиппин. Для Индонезии, Малайзии, Сингапура и Брунея название «кетупа́т» является общим — с небольшими фонетическими вариациями. При этом в Индонезии, наряду с основным названием в отдельных регионах используются и особые, местные: например, на Западной Суматре в ходу название «катупе́к» (мин. katupek sayua), на Южном Сулавеси — «боко́нг» (буг. bokong), на Бали — «типа́т» (балийск. tipat). На Филиппинах среди различных народностей это блюдо распространено под разными наименованиями: «бугно́й» (таг. bugnóy), «патупа́т» (капам. patupat), «та́му» (сулу ta’mu), «пу́со» (себ. pusô) и др.
Кетупат обязан своим происхождением необходимости заготовки риса впрок — плотная обёртка из пальмовых листьев обеспечивает достаточно длительную сохранность продукта. Кроме того, компактная и практичная форма свёртка облегчает его транспортировку — за счёт этого кетупат исторически был важнейшим съестным припасом сухопутных и морских путешественников.

## Приготовление и разновидности

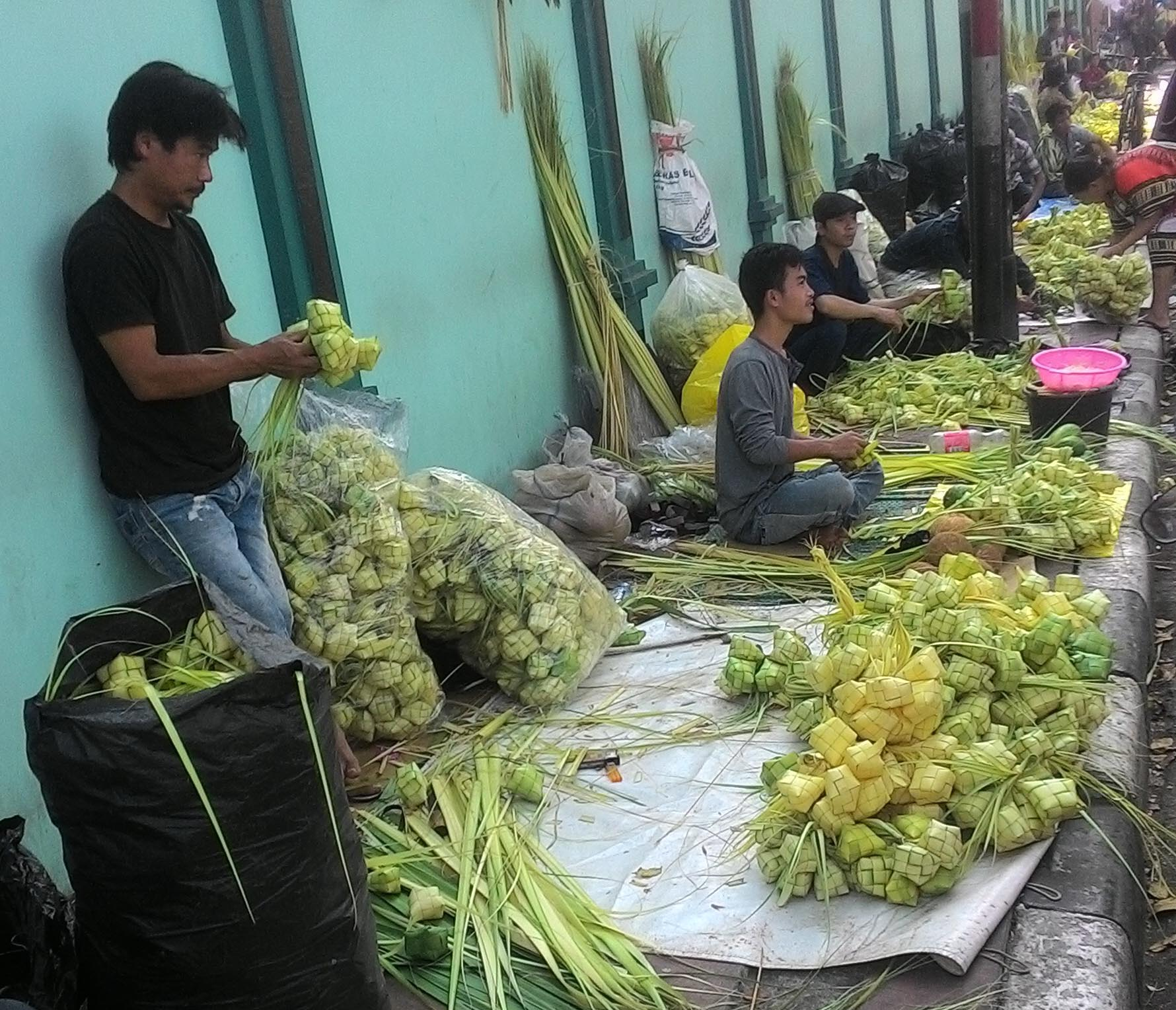
Продажа корзинок для приготовления кетупатов на базаре. Джакарта

С кулинарной точки зрения кетупат представляет собой достаточно несложное блюдо. Предварительно замоченный рис набивается в небольшие — объёмом порядка 80-120 мл — корзинки, сплетённые из разрезанных на полоски пальмовых листьев. Корзинка имеет, как правило, прямоугольную или многоугольную форму. Подобные оболочки для кетупатов изготовляются перед готовкой либо приобретаются в готовом виде — они являются весьма распространённым товаром на традиционных рынках.
Наполненные рисом примерно наполовину корзинки закрывают, сплетая вместе остававшиеся свободными концы полосок пальмового листа, и объединяют в связки. Связки кетупатов погружаются в подсоленную воду и варятся на медленном огне весьма долго — в течение 4-5 часов. По мере варки рис разбухает, заполняя всю корзинку, его масса постепенно уплотняется. По окончании варки корзинки остужаются в холодной воде и развешиваются для сушки. Для употребления кетупата в пищу корзинка разрезается. Содержимое высушенной корзинки представляет собой плотный однородный рисовый брикет — подобие пудинга.
Различные виды кетупата отличаются между собой исключительно за счёт формы корзинок, сортов пальмы, листья которой используются для их плетения, и сортов риса. Эти различия, в свою очередь, обусловливаются в основном региональной спецификой. Наиболее распространённым материалом для корзинок являются листья кокосовой пальмы, произрастающей в регионе почти повсеместно. Несколько реже используются листья веерной пальмы — с учётом особенностей их фактуры корзинки из них обычно имеют треугольную форму. Треугольные кетупаты, приготовленные из клейкого риса, традиционны для ряда регионов Малайзии. Иногда для обёртки кетупатов используются не пальмовые, а банановые листья — подобная практика существует, в частности, в Сингапуре. Иногда корзинкам для кетупата придаётся необычная сложная форма — например, в виде фигурок животных. Такие кетупаты обычно изготовляются к праздникам либо в качестве детского лакомства. В конце XX века в продаже появились полуфабрикаты промышленного производства — уже упакованные в корзиночки порции риса, готовые к варке.
Кетупат следует отличать от близкого по технологии приготовления блюда — лонтонга, также широко распространённого в Индонезии, Малайзии, Сингапуре и Брунее. Лонтонг, в отличие от кетупата, представляет собой не прямоугольный брикет, а длинную рисовую «колбаску», оборачиваемую при варке не оплёткой из полосок пальмового листа, а цельными банановыми листьями. Кроме того, в случае с лонтонгом в оболочку из листьев набивается рис, не замоченный, а уже сваренный почти до готовности. Ещё в большей степени кетупат отличается от леманга — блюда, популярного на Малаккском полуострове, Суматре и Калимантане, в котором рис заворачивается в целые банановые листья и готовится на открытом огне в полых стволах бамбука, внутрь которых заливается кокосовое молоко.

## Употребление

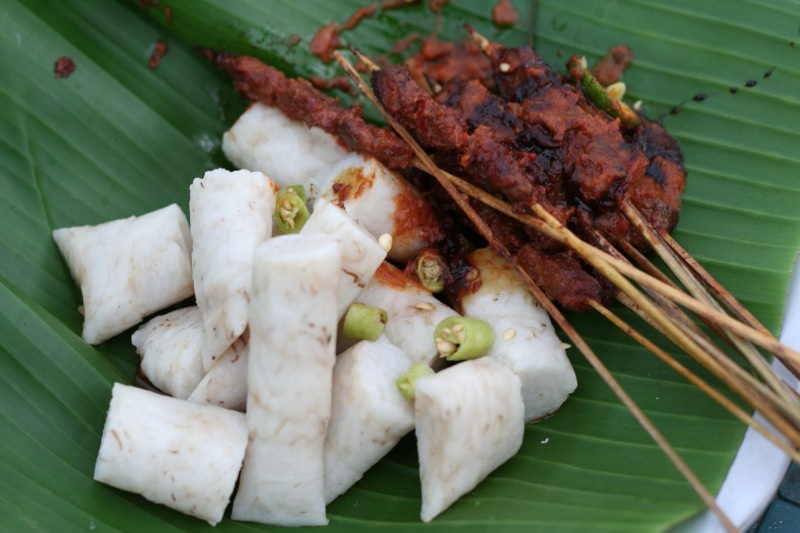
Кетупаты, поданные с сате

Во многих регионах кетупат является обыденным повседневным кушаньем, которое, как правило, подаётся ко многим традиционными блюдами, прежде всего, к миниатюрными шашлычкам сате и овощному салату гадо-гадо. Таким образом вынутый из корзинки кетупат выполняет фактически ту же роль, которую в европейской кухне выполняет хлеб или кнедлик: им заедают основное блюдо или же вымакивают соусы и подливки. Кроме того, целые или порезанные на кусочки кетупаты нередко кладут в супы и каши — в этом случае они превращаются в подобие клёцек.
При этом практически повсеместно кетупат является неотъемлемым атрибутом праздничного стола — особенно в ходе мусульманского праздника Ураза-байрам — в регионе именуемого «Идуль-Фи́три», «Айдилфи́три» (индон. Idul Fitri, малайск. Aidilfitri) — когда он подаётся за трапезой, знаменующей разговение после Рамадана, а также свадеб и прочих семейных торжеств. Во многих местностях, например, на южном побережье Явы, он воспринимается исключительно как угощение, подаваемое при разговлении после поста и в течение нескольких последующих праздничных дней — там его изготовление и употребление в обычные дни не практикуется.

## Кетупат в местной культуре
В силу своей традиционной роли как угощения в день разговления после Рамадана в Индонезии, Малайзии и Брунее, а также среди мусульманского населения Сингапура и Филиппин кетупат стал одним из символов этого религиозного праздника. Жилые и общественные помещения ко дню Ураза-байрам часто декорируются кетупатами или их пластиковыми муляжами. Кетупат часто изображается на поздравительных открытках, рассылаемых по случаю окончания поста.
Особой известностью в Индонезии пользуются кетупаты, изготовляемые в суматранском городе Бенгкулу, которые отличаются исключительной твёрдостью. В современном индонезийском языке словосочетание «бенгкульский кетупат» (индон. ketupat Bengkulu) получило иносказательное значение — кулак, кулачный удар. Соответственно, «угостить бенгкульским кетупатом» означает поколотить, дать тумаков.

## Галерея

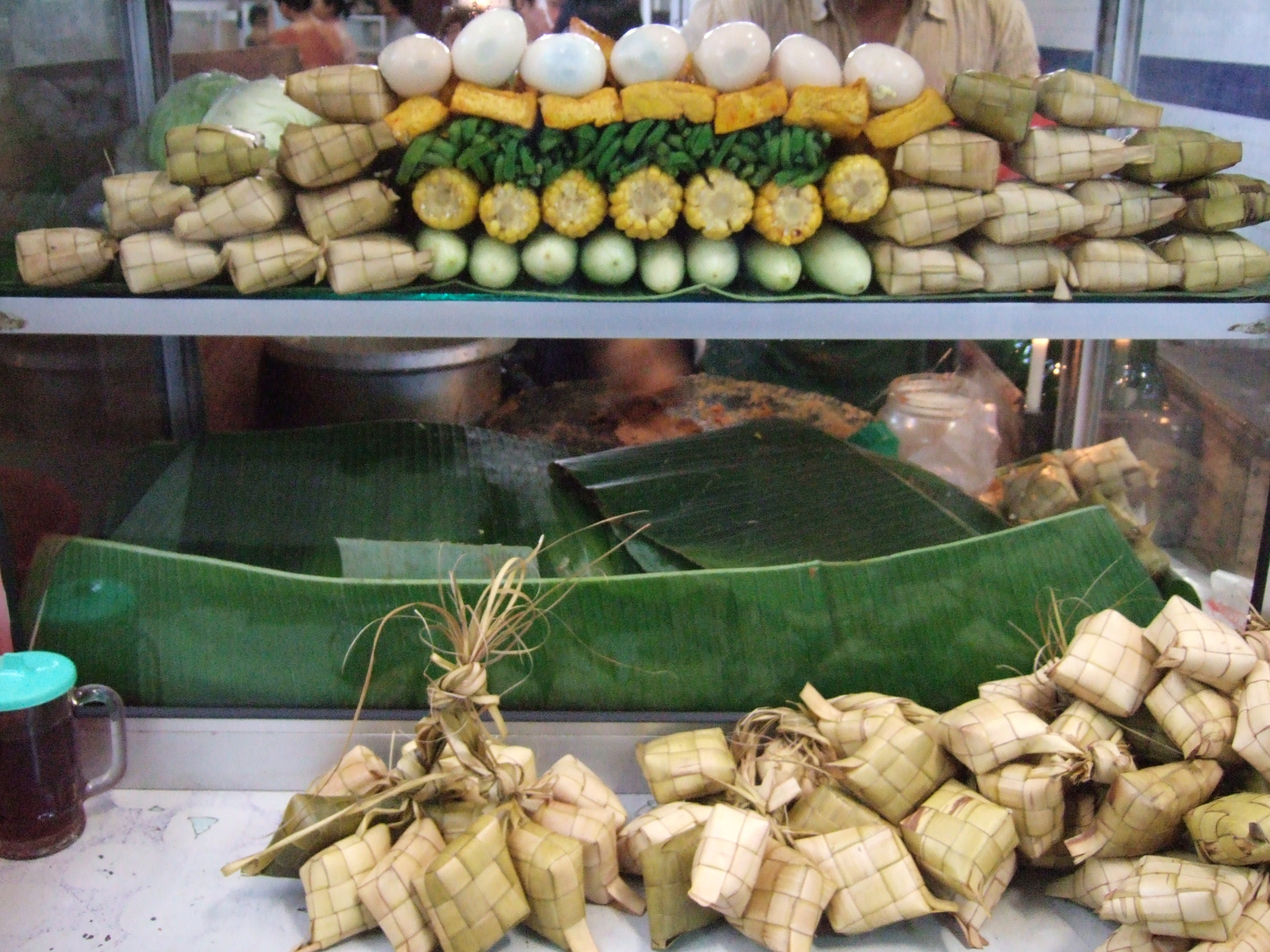
Кетупаты на базарном лотке среди овощей. Индонезия
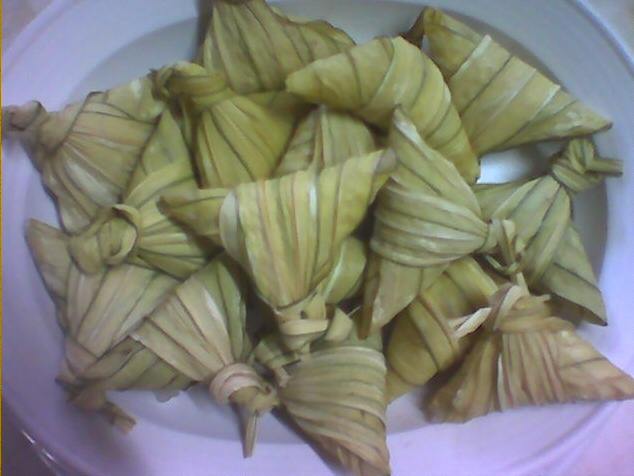
Кетупаты треугольной формы. Малайзия
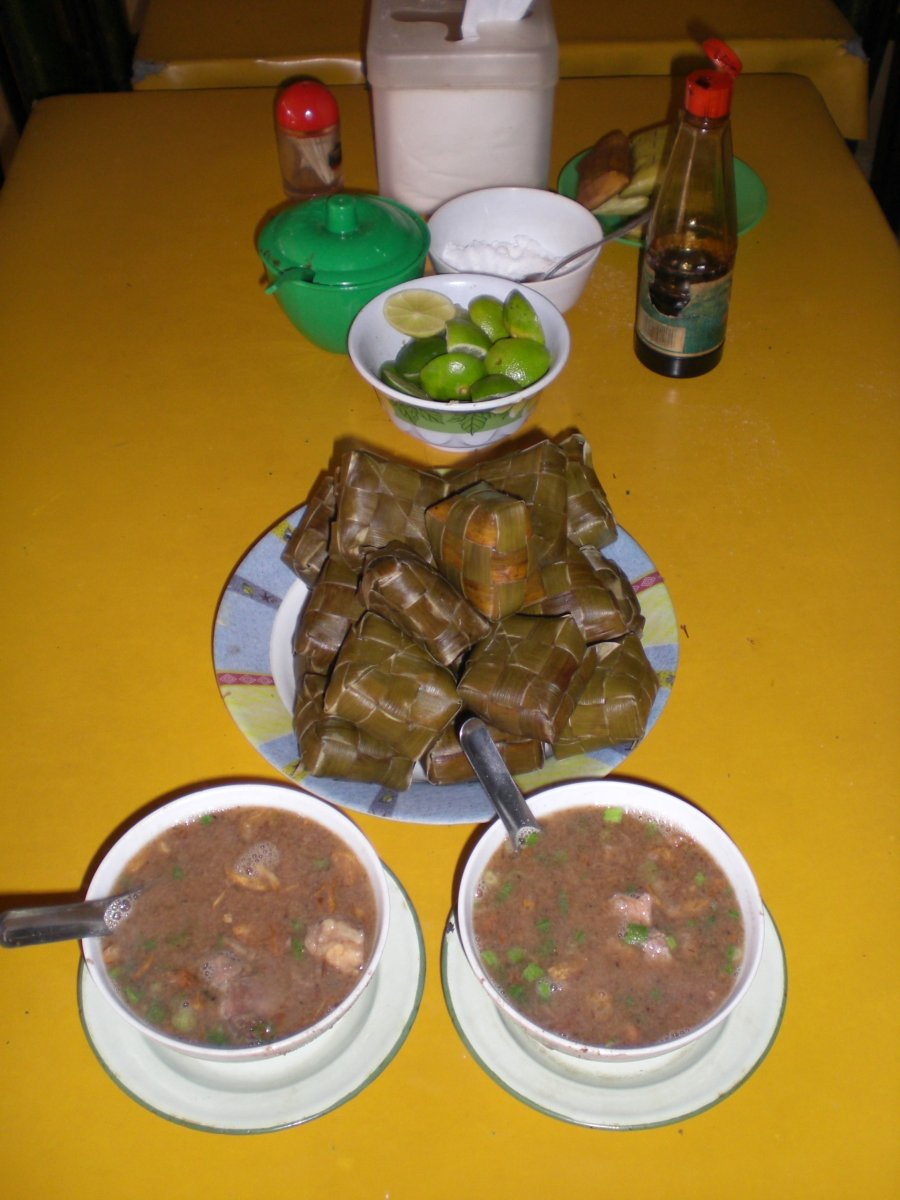
Традиционная подача супа чото-макасар с кетупатами. Индонезия
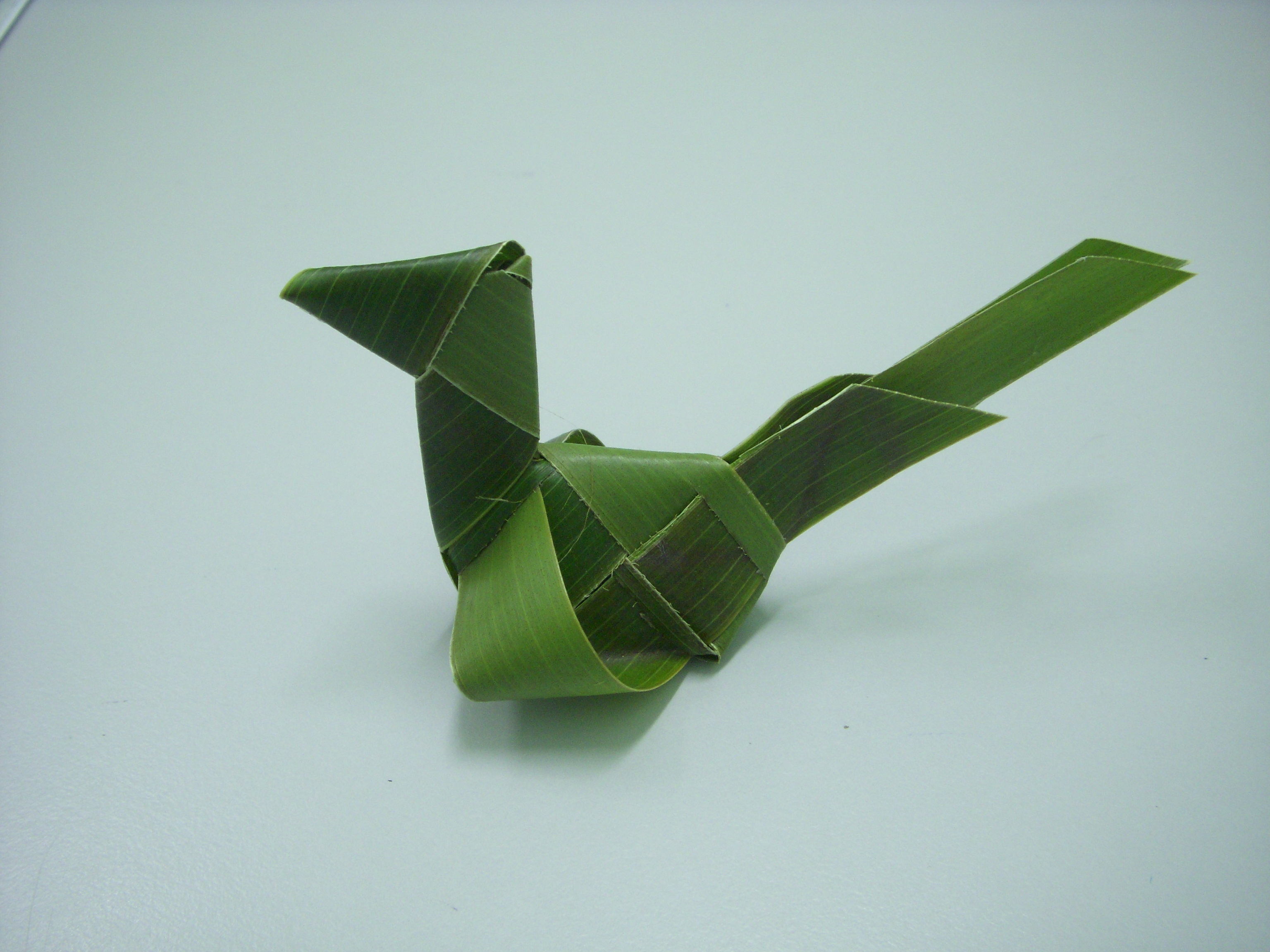
Кетупат в форме птички. Калимантан, Малайзия